# Raízes (álbum de Thalles)
Raízes é o segundo álbum de estúdio do cantor e compositor brasileiro Thalles Roberto, lançado em 2010. O repertório contém clássicos da música cristã usando arranjos do cantor. Com o projeto, Thalles recebeu uma certificação disco de ouro, oriunda da Graça Music.

## Faixas
1. Deus está aqui
2. Porque Ele vive
3. Um vaso novo
4. Meu coração transborda de amor
5. Glória, glória! Aleluia
6. Quão grande és Tu
7. Sonda-me
8. Da linda pátria
9. Ao chegar bem mais perto de Deus
10. Cabo da nau